# Nikolaj Alekseevič Kljuev

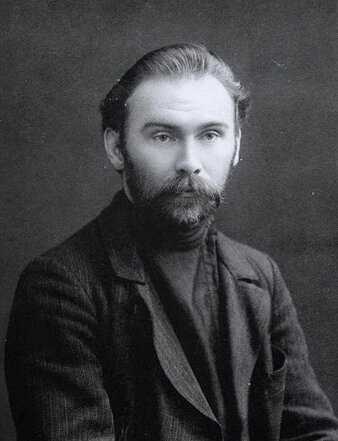
Nikolaj Kljuev

Nikolaj Alekseevič Kljùev (Governatorato di Olonec, 10 ottobre 1885 – Tomsk, 1937) è stato un poeta russo.

## Biografia
Kljuev, fu l'ultimo dei tre figli di Aleksej Timofeevič e di Paraskeva Dimitrievna, dissidenti della chiesa ortodossa russa. Il padre era un sottufficiale dell'esercito in congedo e al momento della nascita di Nikolaj lavorava nella polizia del distretto.
Kljuev è noto per essere stato definito, assieme a Esenin, il «poeta contadino».
In gioventù Kljuev eseguì lunghi pellegrinaggi nei monasteri e nei luoghi di culto in varie parti della Russia.
Nel 1906 venne imprigionato per sei mesi per la sua partecipazione alla rivoluzione russa del 1905.
Il suo stile ricevette l'influenza dei poeti simbolisti russi Blok e Belyj, anche se già nella raccolta di esordio del 1911 introdusse elementi mistici, leggende, riti legati alla tradizione religiosa cristiana e pagana, che avevano avuto espressione poetica nel popolo grazie ad una grande ricchezza di immagini.
Aderì al Simbolismo anche se conservò una certa autonomia, grazie al grande e profondo amore per la natura, Dio e le forze oscure. Le sue opere si caratterizzarono per il dolore e la tristezza rappresentanti l'oppressione subita dal popolo e per la saldatura e la fusione degli elementi letterari e di quelli folcloristici.Kljuev elogiò tutto il mondo contadino, a cominciare dall'izbà, la tipica abitazione rurale, che la intrise di misticismo e di spiritualità, e fu influenzato dai movimenti populisti russi degli inizi del XX secolo che formarono il Partito Socialista Rivoluzionario.
Kljuev inizialmente si entusiasmò per la rivoluzione d'ottobre, paragonandola ad un necessario rivolgimento primordiale e quasi religioso, ma successivamente prese le distanze dalle politiche della classe dirigente.
I suoi più grande amore furono la natura russa e il mondo contadino, come dimostrarono le sue raccolte di poesie, da Sosen perezvon ("Lo scampanio dei pini", 1911), a Pogorelščina ("Terra bruciata", che fu pubblicato postumo solo all'estero nel 1934), ma anche Bratskie pesni ("Canti fraterni", 1912), Lesnye byli ("Storie silvestri", 1913), Izbjanye pesni ("I canti dell'isba"), Mirskie dumy ("Pensieri laici", 1916), Izba i pole ("L'isba e il campo", 1928), e soprattutto Pesnoslov ("Il libro di canti", 1919).
Importante fu il rapporto di profonda amicizia che unì Kljuev a Sergej Esenin, rafforzato dalle comuni convinzioni e ispirazioni letterarie; Kljuev aiutò il poeta amico ad orientarsi nel particolare ambiente letterario pietroburghese e cercò di non farlo influenzare dalla cultura cittadina.
Kljuev ebbe problemi con il regime staliniano, a causa delle sue convinzioni e pratiche religiose fu radiato dal partito bolscevico del distretto di Vytegra già negli anni venti. Negli anni trenta fu deportato in un campo di concentramento siberiano dove morì durante il trasferimento in una stazione ferroviaria, secondo alcune fonti,  invece secondo altre Kljuev fu arrestato una prima volta nel 1934 con l'accusa di aver diffuso opere antisovietiche e condannato a cinque anni di lavori forzati, una seconda volta nel 1936 con l’accusa di aver partecipato ad una inesistente organizzazione controrivoluzionaria e infine
fucilato a Tomsk tra il 23 e il 25 ottobre 1937.
Recentemente le opere di Kljuev sono state ripubblicate, riscoperte ed apprezzate per tutta la loro genialità, grazie alla pubblicazione sulla rivista Novyi Mir, nel 1987, del poema Pogorel'ščina ("Terra bruciata").